# Michael Irwin Jordan
Michael Irwin Jordan (Maryland, 25 de fevereiro de 1956) é um cientista da computação estadunidense. É professor da Universidade da Califórnia em Berkeley.
Estudou psicologia na Universidade do Estado da Luisiana, onde obteve um bacharelado em 1978, e matemática na Universidade do Estado do Arizona com um mestrado em estatística em 1980, obtendo em 1985 um doutorado em ciências cognitivas na Universidade da Califórnia em San Diego, orientado por David Rumelhart, com a tese The Learning of Representations for Sequential Performance. Em 1988 foi professor assistente, em 1992 professor associado e em 1997 professor do Instituto de Tecnologia de Massachusetts e em 1998 professor da Universidade da Califórnia em Berkeley.
É membro da Academia Nacional de Ciências dos Estados Unidos, da Academia Nacional de Engenharia dos Estados Unidos, da Associação Americana para o Avanço da Ciência e da Academia de Artes e Ciências dos Estados Unidos (2011). É fellow da Association for Computing Machinery, da Society for Industrial and Applied Mathematics [(SIAM), do Institute of Mathematical Statistics (IMS) e do Instituto de Engenheiros Eletricistas e Eletrônicos (IEEE) e membro do Instituto Internacional de Estatística.
Recebeu o Prêmio Rumelhart de 2015.
Para 2018 é palestrante plenário do Congresso Internacional de Matemáticos no Rio de Janeiro (Dynamical, symplectic and stochastic perspectives on gradient-based optimization).